# Сльозка Микола Йосипович
Мико́ла Йо́сипович Сльо́зка (* 30 квітня 1928, Іваниця — сучасний Ічнянський район Чернігівської області — † 3 квітня 2009, Одеса) — радянський і український актор. Народний артист УРСР (1980).

## Короткий життєпис
Батько, Йосип Тимофійович був шевцем та вправним майстром чоботарства — прославився за межами села, мама — Ольга Макарівна, дбайлива господиня. Бог дав сім'ї чотирьох дітей, Микола був молодшим. Ще в школі найкраще декламував вірші Кобзаря, став займатися в шкільній самодіяльності. Також почав малювати, першим змалював портрет Григорія Сковороди.
Під час нацистської окупації один з братів був у червоному загоні. В серпні 1943-го, коли його викрили, родину Сльозок сусіди замурували в погребі — до 17 вересня, коли в селі були радянські війська. Як художник вдовам та матерям загиблих відновлював затерті фотографії навіки відійшлих в кращий світ.
Вирішив поступити до Київського училища прикладного мистецтва, із завданням впорався за кілька хвилин — прийняли відразу на другий курс. Одначе по дорозі застудився, та через нестачу грошей змушений був покинути навчання. Згодом подав документи до Ніжинського культосвітнього технікуму, позаяк мав середню освіту та хороші оцінки в атестаті зрілості, зарахований без вступних іспитів — з терміном навчання в один рік.
1958 року закінчив Київський інститут театрального мистецтва ім. І. Карпенка-Карого, працює в Одеському українському музично-драматичному театрі, котрому віддав понад 30 років творчого життя.
Понад 40 років пропрацював на сцені з Анатолієм Дриженком.
В кінці 1980-х припинив акторську діяльність та переїхав на проживання до села.
30 квітня 1998 року відбувся бенефіс до його 70-ліття — «Шельменко-денщик», режисер-постановник — народний артист України
Матвій Ошеровський.

## Театральний доробок
В театрі виконав такі ролі:
- Андрій Буслай — «Поріг» за п'єсою білоруського драматурга Олексія Дударєва, 1988,
- Єгор Полушкін — «Не стріляйте в білих лебедів», за твором Бориса Васильєва,
- Наріжний — «Тил» Миколи Зарудного,
- Рабурден — «Спадкоємці Рабурдена», по твору Золя,
- Омелько — «Мартин Боруля» Івана Карпенка-Карого,
- Потапов — «Протокол одного засідання» за п'єсою Олександра Гельмана,
- Шельменко — «Шельменко-денщик» Григорія Квітки-Основ'яненка,
- Іван Стоножка — «97» Миколи Куліша,
- Терешко — «Трибунал» за п'єсою Андрія Макайонка,
- Солопій Черевик — «Сорочинський ярмарок» Миколи Гоголя,
- «Ну… дуже маленькі комедії» — 2007, режисер Ігор Равицький.

## Фільмографія
Знімався в кіно:
- 1973 «До останньої хвилини»
- 1974 «Прощавайте, фараони!»
- 1982 «Жіночі радощі й печалі»
- 1983 «Я, син трудового народу»
- 1984 «Звинувачення»
- 1991 «По кому в'язниця плаче...»
- 1992 «Прокинутись у Шанхаї»

## Вшанування
В 2010-х роках у Одесі відкрито пропам'ятну дошку не честь Сльозки — на фасаді будинку по вулиці Ніжинській, де він проживав з 1999 по 2009 рік., скульптор — Микола Худолій. На врочистостях з словом про товариша виступив доктор фізико-математичних наук Олександр Птащенко.